# Peace (album d'Eurythmics)
Pour les articles homonymes, voir Peace.
Albums de Eurythmics
Live 1983 - 1989
(1993) Ultimate Collection
(2005)
Singles
1. I Saved the World Today
Sortie : 4 octobre 1999
2. 17 Again
Sortie : 24 janvier 2000

Peace est le neuvième et dernier album studio d'Eurythmics, sorti le 18 octobre 1999. Le duo a totalement délaissé les synthétiseurs et la new wave pour se consacrer essentiellement à du rock. C'est ce qui déroutera bon nombre de fans du groupe.
L'album s'est classé 4e au UK Albums Chart et 3e au Billboard 200 et 25e au Top Internet Albums.

## Liste des titres
Toutes les chansons sont écrites et composées par Annie Lennox et Dave Stewart, à l'exception de Something in the Air écrite par Speedy Keen.
| No  | Titre                   | Durée |
| --- | ----------------------- | ----- |
| 1.  | 17 Again                | 4:55  |
| 2.  | I Saved the World Today | 4:53  |
| 3.  | Power to the Meek       | 3:18  |
| 4.  | Beautiful Child         | 3:27  |
| 5.  | Anything but Strong     | 5:04  |
| 6.  | Peace Is Just a Word    | 5:51  |
| 7.  | I've Tried Everything   | 4:17  |
| 8.  | I Want It All           | 3:32  |
| 9.  | My True Love            | 4:45  |
| 10. | Forever                 | 4:08  |
| 11. | Lifted                  | 4:49  |

| 12. | Beautiful Child (Acoustic Version)         | 3:31 |
| 13. | 17 Again (Acoustic Version)                | 4:46 |
| 14. | I Saved the World Today (Acoustic Version) | 2:44 |
| 15. | Something in the Air                       | 3:46 |

## Personnel
- Annie Lennox : voix
- Dave Stewart : guitares, chœurs

### Musiciens additionnels
- Dave Catlin-Birch : basse
- Pete Lewinson : batterie
- Steve Lewinson : basse
- Chucho Merchán : basse
- Pro Arte Orchestra of London : orchestre
- Chris Sharrock : batterie
- Andy Wright : claviers, percussions

## Certifications
| Pays        | Association  | Certification | Ventes    |
| ----------- | ------------ | ------------- | --------- |
| Allemagne   | BVMI         | Or            | 50 000+   |
| Canada      | Music Canada | Platine       | 100 000 + |
| États-Unis  | RIAA         | Or            | 500 000 + |
| France      | SNEP         | Or            | 100 000+  |
| Italie      | FIMI         | 2 × Platine   | 200 000+  |
| Royaume-Uni | BPI          | Or            | 100 000+  |
| Suède       | GLF          | Or            | 40 000+   |
| Suisse      | IFPI         | Or            | 25 000+   |